# Zlatá Vyhlídka

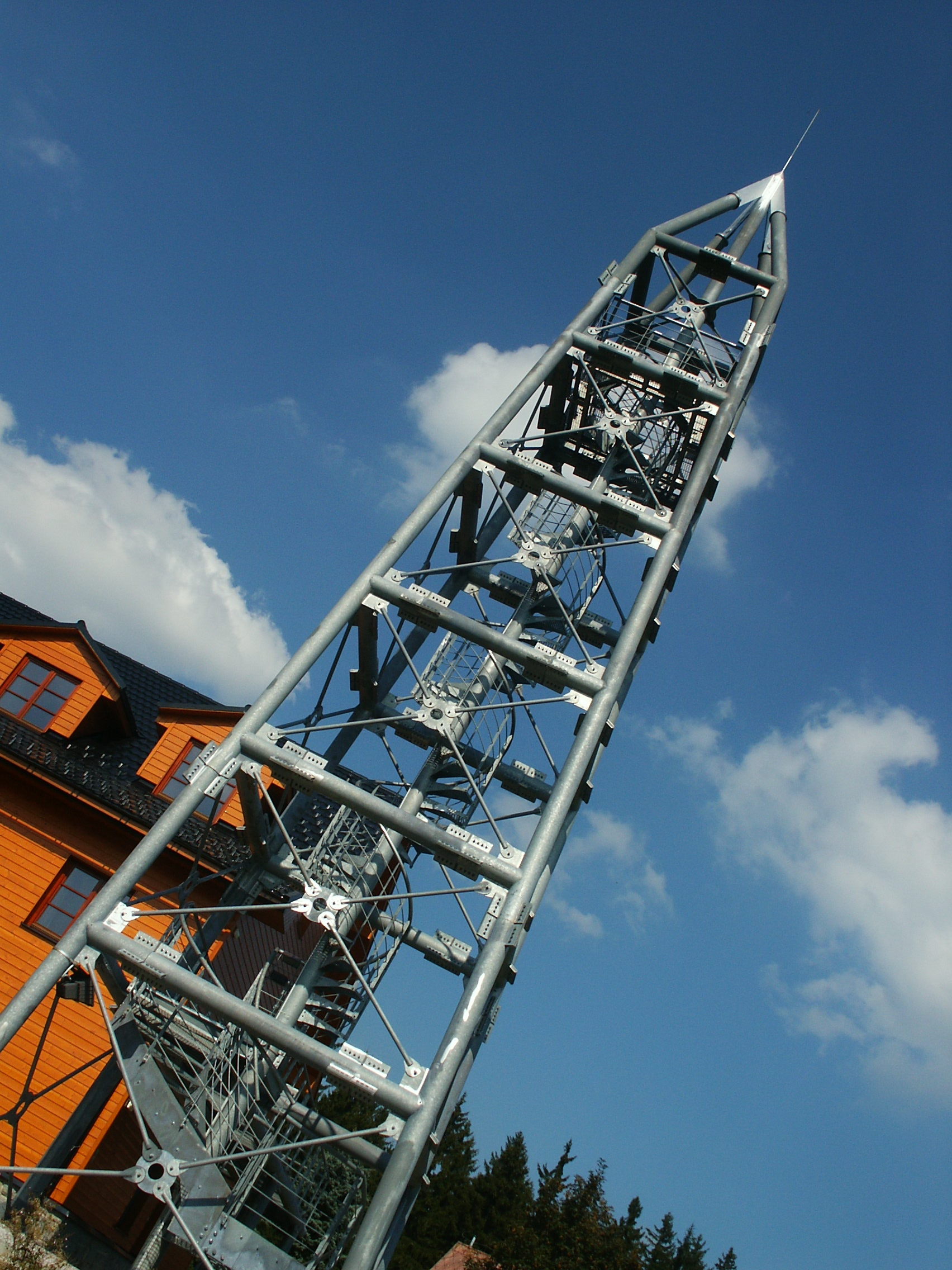
Aussichtsturm

Zlatá Vyhlídka (deutsch Goldene Aussicht) ist eine Rotte der Gemeinde Rudník in Tschechien. Sie liegt zwei Kilometer südwestlich von Janské Lázně und gehört zum Okres Trutnov.

## Geographie
Zlatá Vyhlídka befindet sich im Süden des Riesengebirges. Die Siedlung liegt auf zwei Rodungsinseln im Wald Javorník (Ahornwald) auf der Kuppe Zlatá vyhlídka (Goldene Aussicht, 806 m). Nördlich erheben sich die Černá hora (Schwarzenberg, 1299 m) und Světlá (Lichte Höhe, 1244 m), im Osten die Janská hora (Kalkberg, 728 m) und Hladíkova výšina (Ladighöhe, 768 m).
Nachbarorte sind Hoffmannova Bouda und Zinneckerovy Boudy im Norden, Černá Hora und Janské Lázně im Nordosten, Svoboda nad Úpou im Osten, Hladíkova Výšina im Südosten, Javorník und Rudník im Süden, Bolkov im Südwesten, Na Bolkovské Pasece, Čistecký Bolkov und Černý Důl im Westen sowie Zrcadlovky im Nordwesten.

## Geschichte
Um 1880 ließ Wenzel Donth am höchsten Punkt des sich zwischen Schwarzenthal und Johannisbad erhebenden Ladichrückens nordwestlich von Helfendorf auf Polkendorfer Flur im Ahornwald eine hölzerne Baude mit Veranda und daneben eine 3,20 m hohe steinerne Aussichtsterrasse errichten. Der Wirt der Donthbaude nutzte dabei erfolgreich den Lagevorteil gegenüber der im Tal gelegenen Hofmannbaude. Wenig später errichtete Franz Fries auf der benachbarten Ladighöhe mit der Ladigbaude eine weitere Baude. Wegen der sich von dem Höhenzug bietenden Aussicht wurden beide Bauden zu beliebten Ausflugszielen der Johannisbader Kurgäste. Wenzels Sohn Vinzenz Donth übernahm die Baude 1907 und ließ drei Jahre später einen 165 m² großen Tanzsaal anbauen. Zur Finanzierung verkaufte er seinen Waldanteil im Rudolphstal. Nach dem Ende des Ersten Weltkriegs erlangte die Donthbaude / Donthova bouda mit ihren 20 beheizbaren Zimmern unter Wintersporttreibenden große Popularität und erhielt den neuen Namen Zlatá Vyhlídka / Goldene Aussicht.
Ende der 1920er Jahre übernahm Vinzenz Donths Tochter Marie Nožičková-Donthová die Baude. Marie Nožičková und ihr Mann Bohumil ließen in den 1930er Jahren einen neuen Speisesaal sowie ein Wirtschaftsgebäude mit Garagen errichten. In dieser Zeit entstand westlich der bis dahin einzeln gelegenen Baude ein weiterer Schlag, auf dem vier Gastwirtschaften als Konkurrenz zur Goldenen Aussicht errichtet wurden. Ihr Konzept war jedoch wenig erfolgreich und sie überdauerten nicht lange. Die Tanzabende auf der Goldenen Aussicht zogen die Jugend aus den umliegenden Orten an. Des Weiteren wurden jedes Jahr Rekrutenabschiede, Feuerwehr-, Forst-, Masken- und Lumpenbälle abgehalten. Nach dem Zweiten Weltkrieg bewirtschaftete zunächst die Witwe Marie Nožičková-Donthová, zusammen mit dem Sohn Bohumil und der Tochter Marie die Zlatá Vyhlídka.
Zusammen mit Bolkov wurde Zlatá Vyhlídka 1946 an Rudník angeschlossen und 1952 eingemeindet. In der zweiten Hälfte des 20. Jahrhunderts wurde die Baude verstaatlicht und diente als Ferienobjekt der Antonín-Zápotocký-Werke Jaroměř; die verfallene  Aussichtsterrasse wurde abgerissen. Im Zuge einer Katastralbereinigung wurde die Baude Zlatá Vyhlídka als Haus Nr. 197 dem Kataster von Janské Lázně zugeschlagen. Nach der Samtenen Revolution 1989 wurde die heruntergewirtschaftete Baude wieder privatisiert. Die Besitzer wechselten häufig und konnten das alte Renommee nicht wiederherstellen. Im Jahre 2004 erwarb das Unternehmen Vyhlídka s.r.o. die Baude. Sie wurde geschlossen. Im Mai 2006 begann der Abriss der Baude, an ihrer Stelle entstand bis 2008 ein moderner Neubau mit Appartementwohnungen.
Vor dem Neubau wurde im Jahre 2008 ein 21,2 m hoher Aussichtsturm in Stahlkonstruktion errichtet. Die Aussichtsplattform ist über 70 Stufen erreichbar und befindet sich im 18 m Höhe.
Die auf dem westlichen Schlag gelegenen ehemaligen Bauden dienen heute als Ferienhäuser.

## Sehenswürdigkeiten
- Der Aussichtsturm gewährt ein weites Panorama über das Tal von Janské Lázně mit dem dahinterliegenden Riesengebirgskamm, über das Aupatal zum Rehorngebirge sowie ins Riesengebirgsvorland.
- Starostův pramen (Bürgermeisterquelle) im Tal des Rudolfův potok (Rudolphsbach), östlich der Ansiedlung